# Кам'яниця Грегоровичівська (Львів)
Кам'яниця Грегоровичівська — наріжний житловий будинок на вулиці Івана Федорова, 2 у Львові, занесений до реєстру пам'яток України місцевого значення Львівської області під охоронним № 350-М.

## Історія

План кварталу Мартіна Груневега з позначенням кам'яниці Грегоровичівської. 1589

Північно-східний наріжник середмістя Львова, імовірно, містив найраніше сформовану житлову забудову міста. Тут засновник міста князь Лев І заклав у ХІІІ столітті свій палац, перебудований згодом у домініканський монастир і готичний костел Божого Тіла. Від нього йшла дорога (майбутня вулиця Вірменська) до Низького замку, вздовж якої виникла перша регулярна забудова міста. Особливістю вулиці стало те, що її заселяла доволі заможна вірменська громада міста і відповідно до тодішньої практики до XVI століття вона була відділена загорожею з воротами від вулиці Краківської. На XV столітті вулиця отримала кам'яну бруківку, водогін, зливну каналізацію.
У XIV столітті було остаточно сформовано житлову забудову та лінію міських фортифікацій, яка через профіль місцевості отримала трапецієподібну форму. Через це вулиця Вірменська була прокладена під певним кутом до решти вулиць Середмістя і на її початку біля вулиці Краківської ширина північного житлового кварталу поміж нею і площею Ринок майже вдвічі перевищувала ширину аналогічного житлового кварталу наприкінці вулиці. Внаслідок цього довжина останньої кутової парцелі була меншою за довжину фасадних приринкових кам'яниць (7,1 м × 20,6 м). Біля неї вздовж монастирських володінь домініканців йшов ще один доволі стрімкий проїзд з вулиці до площі перед фасадом костелу домініканців, званий вулицею Домініканською бічною, яку об'єднали 1871 року ще з двома вулицями, спільно названими вулицею Бляхарською, а з 1949 року вулицею Івана Федорова.
Достовірна історія забудови парцелі достовірно невідома. Ця наріжна парцеля поміж вулицями Вірменською і Домініканською бічною (Івана Федорова) через свій малий розмір не відносилась до престижної міської нерухомості. Розмір парцелі не дозволяв застосувати типову схему забудови з фасадною кам'яницею, подвір'ям, господарськими спорудами, флігелем. На всій парцелі звели одну тритрактову двоповерхову кам'яницю з входом з бічного фасаду, де була найменша висота кам'яного цоколю. Мурована будівля очевидно була споруджена у XV ст., що засвідчують готичні фундаменти і фрагменти мурів. Разом з навколишньою забудовою вона повинна була згоріти під час пожежі міста 1527 і відбудованою, можливо, двоповерховою, отримавши назву Богданівської.
На схемі забудови навколо домініканського монастиря 1589 року мандрівника, домініканця Мартіна Ґруневеґа кам'яниця зазначена з входом з Домініканської бічної. Наприкінці XVI століття кам'яницю придбав найвідоміший власник, вірменський купець Симеон Петро Грегорович, від якого вона отримала назву Грегоровичівської. Напевно, Грегорович перебудував кам'яницю двоповерховою у ренесансному стилі. Він їздив з товарами до Молдавії, Валахії, Османської імперії, бував у Варшаві, Відні. У подорожах виконував дипломатичні чи шпигунські завдання, за що разом з братом Йосифом отримав шляхетство від імператора Рудольфа II. Зрештою через звинувачення у шпигунстві загинув у Молдавії. Його дружина Анна Пстроконська гербу Папарона походила з містечка Хотимир на Перемишлянщині. Вона заклала 1600 на своєму ґрунті дерев'яну капличку Марії Магдалини, де були зображення семи демонів — смертних гріхів, св. Марії Магдалини і напис: «М М великі гріхи мої». Очевидно, фундаторка заклала каплицю для спокути своїх гріхів. Біля каплиці з дозволу Сигізмунда III Васа на спорудження другого монастиря в місті домініканці заклали монастирський костел Марії Магдалини (1609-1615). На нього Анна Пстроконська заповіла 5000 золотих (1614).
Згідно акту ревізії 1712 року на партері кам'яниці був шинок з вікнами на вулицю Вірменську і дверима з вікном на Домініканську бічну, на поверсі мешкали господарі у великій і малій кімнатах. У великій світлиці було 4 вікна, у малій кімнаті (ванькирі) два вікна, як і у покої понад над брамою. У великій кімнаті почали прогинатись балки стелі, через що їх посилили великим сволоком. У кам'яниці проживав писар вірменської громади Григорій Никорович, але її у податковому реєстрі 1767 року надалі звали Грегоровичівською. Очевидно, наприкінці XVIII століття її перебудували згідно австрійських норм пожежної безпеки, новітнього класицистичного стилю. Лучкові арки віконних прорізів замурували, надавши віконним прорізам прямокутної форми. Були замуровані міжвіконні колони, вхід до шинку, скуте білокам'яне різьблення віконних порталів. Дерев'яне поліхромне перекриття знизу закрили тинькованими стелями. Кімнату середнього тракту перегородили стіною, після чого розібрали склепіння від вулиці, влаштувавши стелю на дерев'яних балках. У отриманому новому приміщенні без вікон облаштували кухню, пробивши вхід до сіней. Чергова власниця будинку 1872 року Ангела Раймонд з дозволу магістрату покрила дах новим ґонтом.

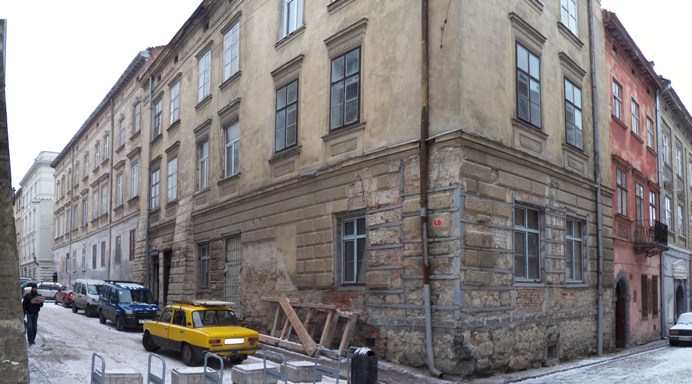
Вид з вулиці Вірменської на кутову кам'яницю Грегоровичівську і вулицю Івана Федорова. 2012

Для власника Теодора Кройтера 1875 архітектор Міхаель Герль розробив проект добудови третього поверху. 22 квітня 1875 року магістрат дав дозвіл на будівництво з умовою зведення брандмауерів від сусідніх будівель, встановлення вогнестійкого покриття даху, водовідвідних ринв на двох фасадах, облаштування клоак в туалетах. При перебудові фасади отримали декор у стилі історизму, що остаточно затерло сліди ренесансного оздоблення. У 1881 році на першому поверсі розмістили комісаріат Середмістя і у локалі мешкав офіціал Кіселька. Для відкриття комісаріату розробили проект замурування вікон кухні до офіцини, щоб з кухні було неможливо заглядати до комісаріату.
На 1903 рік будинок належав Товариству слуг святого Жиля під керівництвом Ядвиги Папари, яке отримало дозвіл магістрату на будівництво бетонного каналу завдовжки 33,9 метри до міської каналізації заради осушення пивниць і відведення ґрунтових вод. У цоколі пробили продухи з підвальних приміщень. Через скарги власників сусіднього будинку 1904 року і розпорядження магістрату у будинку влаштували водяні зливні туалети. За доби радянських часів було переплановано помешкання з встановленням ванни і у 1950-х роках тут містився гуртожиток № 7 Львівської політехніки. При перебудові приміщень першого поверху під кнайпу у 2005 році було відкрито кам'яні обрамлення вікон зі збитою різьбою, гладку міжвіконну колону з різьбленою капітеллю, дерев'яні стелі на поліхромованих балках з різьбленим сволоком, ренесансну аркатуру з кам'яними підпятниками.

### Будинок
Згідно ліктьового податку 1767 року кам'яниця Грегоровичівська мала розмір 13 2/4 ліктів на 32 лікті. По фасадах від Вірменської вона мала два вікна, від Домініканської бічної — шість. Поперечними стінами була розчленована на три тракти. Велика північна кутова кімната мала 4 вікна, потім йшла середня вужча двовіконна кімната і далі прохід з білокам'яним порталом вів до північного приміщення з широкою вхідною брамою. Там ще один хід з кам'яним порталом вів до підвалу, а дерев'яні сходи у глибині на другий поверх. Останні два приміщення були перекриті склепіннями. Велика кімната мала дерев'яне перекриття по балках. Поділ приміщень другого поверху відповідав плануванню першого, лише над вхідною брамою знаходилась двовіконна кімната. Збереглись кам'яні обрамлення вікон другого ярусу. При перебудовах XVIII ст.-ХІХ ст. було втрачено більшість ренесансного декору будівлі чи замуровано у стінах, закрито новими стелями. Будівлю навколо вхідної брами посилено двома контрфорсами. Зовні нижній ярус декоровано стрічковим рустом, на гладких площинах верхніх ярусів вікна декоровано підвіконними карнизами, прямими сандриками, скромним профільованим обрамленням.